# Dimitri Sokolov
Pour les articles homonymes, voir Sokolov.
Dmitri Petrovich Sokolov (en russe : Дмитрий Петрович Соколов), né le 20 mai 1924 et mort le 4 juillet 2009, est un biathlète soviétique. 

## Biographie
Aux Championnats du monde 1959, il prend la médaille d'argent de l'individuel derrière Vladimir Melanin, son compatriote, avec qui il est champion du monde par équipes. Aux Jeux olympiques d'hiver de 1960, il se classe sixième de l'individuel. Il compte aussi deux titres nationaux en 1958 et 1961. En même temps que sa carrière et aussi après, il est actif en tant qu'entraîneur de ski et de biathlon.
Il a combattu lors de la Seconde Guerre mondiale et reçoit l'Ordre de la Guerre patriotique en 1985.

## Palmarès

### Championnats du monde
- Mondiaux 1958 à Saalfelden :
  -  Médaille d'argent par équipes.
- Mondiaux 1959 à Courmayeur :
  -  Médaille d'or par équipes.
  -  Médaille d'argent à l'individuel.
- Mondiaux 1961 à Umeå :
  -  Médaille d'argent par équipes.